# Lasioglossum katherineae
Lasioglossum katherineae är en biart som först beskrevs av Gibbs 2011. Den ingår i släktet smalbin och familjen vägbin. Arten finns endast i östra till mellersta USA.

## Beskrivning
Huvud och mellankropp är ljusgröna till ljusblåa med mörkbruna antenner, bruna ben och en munsköld som är mörkgrön upptill; den undre delen kan ibland vara varmgul. Bakkroppen är brun med halvgenomskinliga bakkanter på segmenten. Behåringen är gles och vitaktig. Arten är liten, med en kroppslängd hos honan på 4,5 till 4,8 mm och en framvingslängd på 3,1 till 3,8 mm. Motsvarande värden för hanen är drygt 5 mm respektive omkring 3,8 mm.

## Utbredning
Området omfattar östra till mellersta USA: Dels i norr, från Iowa och Wisconsin över New York till Massachusetts, dels söderut, i North Carolina och Georgia.

## Ekologi
Arten är sällsynt i hela sitt utbredningsområde, utom i ett skyddsområde (Wildlife Management Area) i Massachusetts, där den förekommer rikligt i moskog bestående av styvbarrig tall och eken Quercus ilicifolia.
Biet är polylektiskt, det flyger till blommande växter från många olika familjer, som korgblommiga växter (gullrissläktet), ärtväxter (flaggärtssläktet), rosväxter (scharlakanssmultron), kransblommiga växter (grönmynta), violväxter (Viola rotundifolia), johannesörtsväxter (johannesörter) och ljungväxter (blåbärssläktet).